# ۱۴۰۸ (میلادی)
۱۴۰۸ (میلادی) هزار و چهارصد  و هشتمین سال تقویم میلادی است.

## زادگان
- ۱ اکتبر – کارل هشتم سوئد، سیاست‌مدار سوئدی

## درگذشتگان
- آوریل - میران شاه، پسر تیمور
- سپتامبر - ژان هفتم، امپراتور بیزانس